# Економіка Норвегії
Норвегія — високорозвинена постіндустріальна країна. Держава має розвинену змішану економіку із значною часткою державного сектора в стратегічних галузях. Норвегія має дуже високий рівень життя в порівнянні з іншими європейськими країнами і розвинену систему соціального забезпечення. Економіка диверсифікована, з такими галузями: нафтова і газова, харчова, кораблебудування, паперова, металургійна, хімічна, текстильна та легка промисловість, гірнича, рибна. Основні види транспорту — автомобільний, залізничний, морський.

## Загальна характеристика
Норвезька економіка — це економіка змішаного типу, тобто в ній вдало поєднуються вільний ринок і масштабне державне втручання (кожен 3-й зайнятий в державному секторі).
Державна економічна політика вважається однією з найефективніших в світі: для Норвегії характерні низький рівень інфляції (0,5 % в 2007; 2,1 % в 2017) і безробіття (бл. 2,5 % в 2007; 4,0 % в 2017, один з найнижчих показників для країн Європи).
У рейтингу Глобального звіту з людського розвитку за 2001 рік, підготовленого Програмою розвитку ООН, серед 162-х країн світу Норвегія посідає перше місце. Щорічні Глобальні звіти з людського розвитку готуються з 1991 року. В них оприлюднюються списки країн за рівнем людського розвитку, враховуючи такі показники, як рівень медичних послуг, освіти, тривалість життя та інші. 2001 року додався ще один — індекс технологічного розвитку (доступ до новітніх інформаційних технологій і комунікацій).

Норвезька промисловість значною мірою базується на використанні природних ресурсів. І водночас знайдеться не багато країн, які б ще більше, ніж Норвегія, залежали від зовнішньої торгівлі. Щоб і далі йти в ногу з часом, в країні проводять інтенсивні наукові дослідження перспективного плану, як у промисловості, так і в державному секторі.
За розмірами прибутку з розрахунку на душу населення Норвегія — одна з найбагатших країн у світі. У 1996 валовий внутрішній продукт (ВВП), тобто загальна вартість ринкових товарів і послуг, оцінювався в 157,8 млрд дол., або 36 020 дол. з розрахунку на душу населення (у 2000 — 36 806 дол.), а купівельна здатність — в 11 593 дол. на душу населення. У 1996 на частку сільського господарства і рибальства припадало 2,2 % ВВП проти 2 % в Швеції (1994) і 1,7 % в США (1993). Частка добувної промисловості (завдяки видобутку нафти в Північному морі) і будівництва становила бл. 30 % ВВП в порівнянні з 25 % в Швеції. Приблизно 25 % ВВП прямували на витрати держави (в Швеції 26 %, в Данії 25 %). У Норвегії порівняно висока частка ВВП (20,5 %) прямувала на капіталовкладення (в Швеції 15 %, в США 18 %). Як і в інших Скандинавських країнах, відносно невелика частка ВВП (50 %) йде на особисте споживання (в Данії — 54 %, в США — 67 %).

## Історія
До кін. XIX ст. Норвегія була периферійною країною, орієнтованою на Велику Британію як на основного торгового партнера і спеціалізувалася на вилові та експорті риби і морських перевезеннях.
Після Другої світової війни економічне відновлення Норвегії відбувалось швидкими темпами.
У 1960 році Норвегія вступила в Європейську Асоціацію Вільної Торгівлі та з кін. 1960-х рр. завдяки інтенсивному освоєнню родовищ нафти і газу на норвезькому шельфі в Північному морі країна вийшла на одне з перших місць в світі по ряду економічних показників.

## Структура
Структура економіки Норвегії відрізняється яскраво вираженою постіндустріальністю. Велика частина ВВП (66,5 % у 2017 році) створюється в галузях сфери послуг, куди належать, перш за все, освіта, охорона здоров'я, наука, фінанси, торгівля, різні професійні та особисті послуги, транспорт і зв'язок, послуги державних установ. На частку матеріального виробництва (сільське господарство, лісове господарство та рибна промисловість, видобувна і обробна промисловість, будівництво), таким чином, залишається 33,5 % ВВП. У сфері сільського господарства створюється близько 2,4 % ВВП, а промисловість дає менше 31,1 % ВВП (2017).

## Основні сектори економіки
Провідні позиції займає нафтогазовий комплекс. Серед основних галузей промисловості найбільш розвинені: машинобудування, хімічна (включаючи нафтохімічну), харчова (рибопереробна), кольорова металургія і деревообробна.
Один з важливих сучасних напрямків розвитку — орієнтоване на експорт виробництво споживчих товарів (рибопродукти, деякі види дієтичних продуктів, спортивне спорядження, спецодяг та трикотаж, подарункові вироби з дерева і каменю, меблі, елітні яхти та ін.). Їх високий попит обумовлений поєднанням давніх традицій, сучасних технологій і екологічно чистої сировини. Велика кількість підприємств переробної промисловості належить до категорії середніх і малих, вони активно використовують систему аутсорсингу і залучення субпідрядників.
За даними Центрального статистичного бюро Норвегії, розвиток промислового виробництва в 2016 р. характеризувалося зниженням на 4,5 % сукупної доданої вартості, яка за підсумками року склала 26,0 млрд дол. США. При цьому найбільше падіння припало на виробництво виробів з металу, електрообладнання та машин (▼12,4 %), ремонт і монтаж промислового обладнання (▼16,4 %) і суднобудування (▼6,8 %).

### Нафтогазовий комплекс

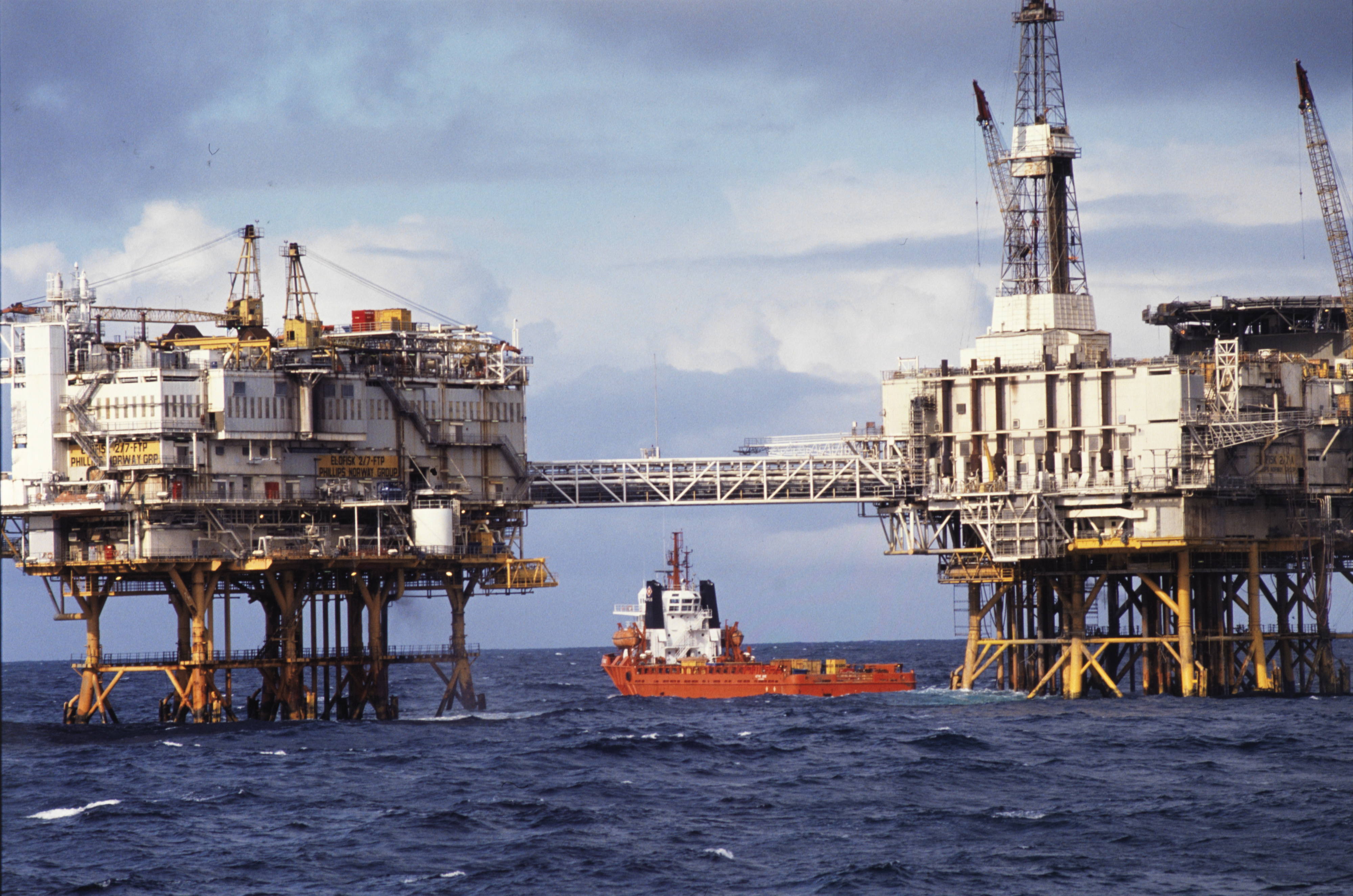
Нафтова платформа Eldfisk

Норвегія володіє великими запасами вуглеводневих корисних копалин, підтверджені обсяги яких станом на 1 січня 2017 року становлять близько 4,7 млрд м³ нафтового еквівалента, з них 2,4 млрд м³ нафти (близько 2 млрд тонн) і близько 2,3 трлн м³ природного газу і конденсату. Потенціал невідкритих покладів оцінюється в 2,9 млрд м³. Щорічний обсяг видобутку останніх років становить близько 220—230 млн м³.
Нафтопереробна промисловість відрізняється високою концентрацією виробництва. Понад 95 % потужностей припадає на 2 нафтопереробні заводи: в Монгстаді (потужність 10 млн т нафти в рік) належить компаніям Statoil і Royal Dutch Shell і Слагені (потужність 6 млн т нафти в рік) належить американській ExxonMobil.
Зайнятість у нафтогазовидобувній галузі економіки Норвегії в 2016 році становила 25,5 тис. осіб. На ринку працювало близько 130 підприємств.
Основними одержувачами норвезької нафти в 2016 р. були Німеччина, Швеція, Голландія і США. Природний газ по трубопроводах надходив на ринок Німеччини, Бельгії, Великої Британії та Франції (норвезький газ забезпечує приблизно 25 % від загального споживання Євросоюзу). Найбільшими одержувачами скрапленого газу в 2016 р. виступили Велика Британія, Голландія, Литва, Іспанія, Франція, Аргентина та Єгипет.

### Металургійна промисловість

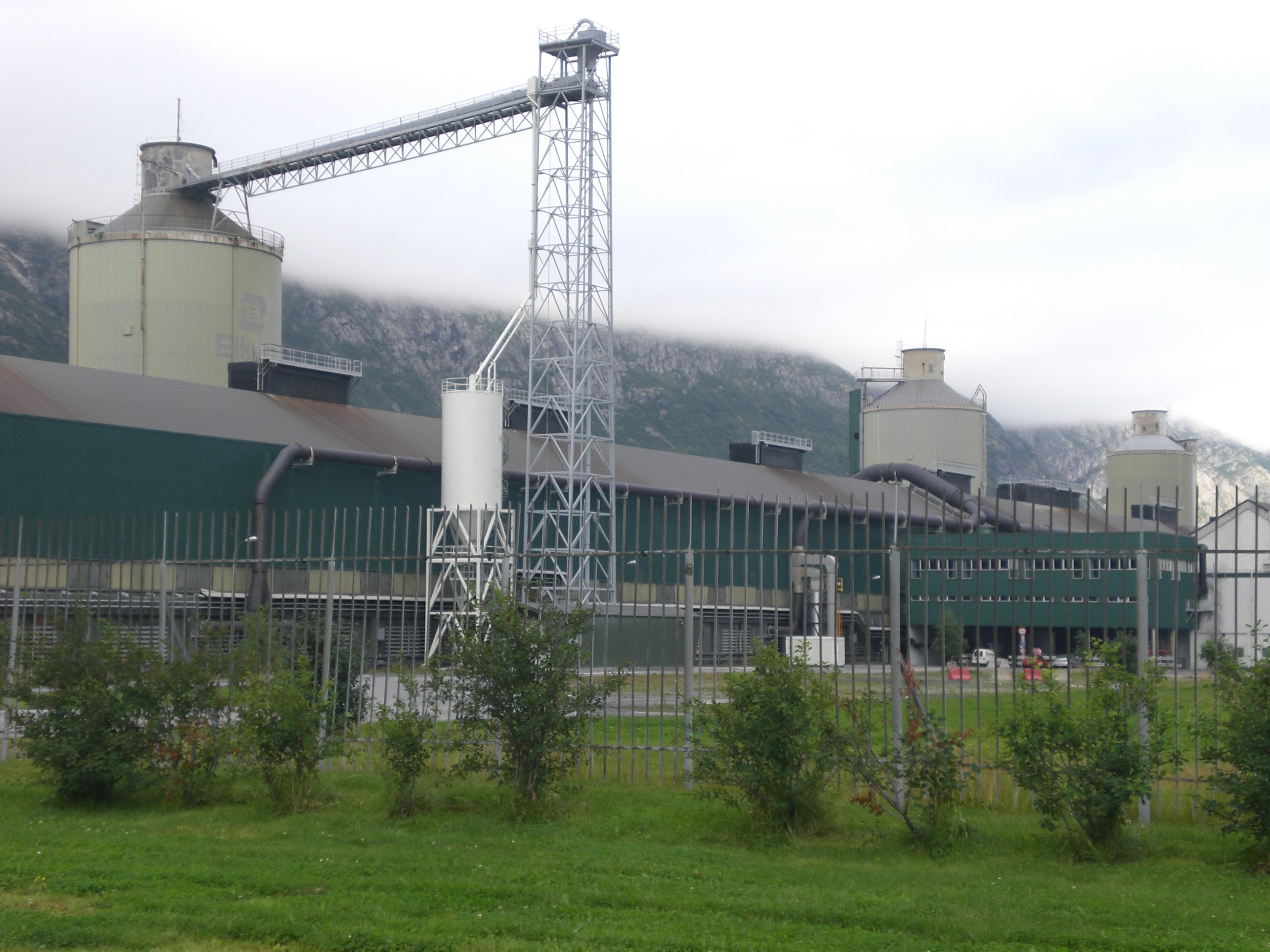
Алюмінієвий завод. Норвегія

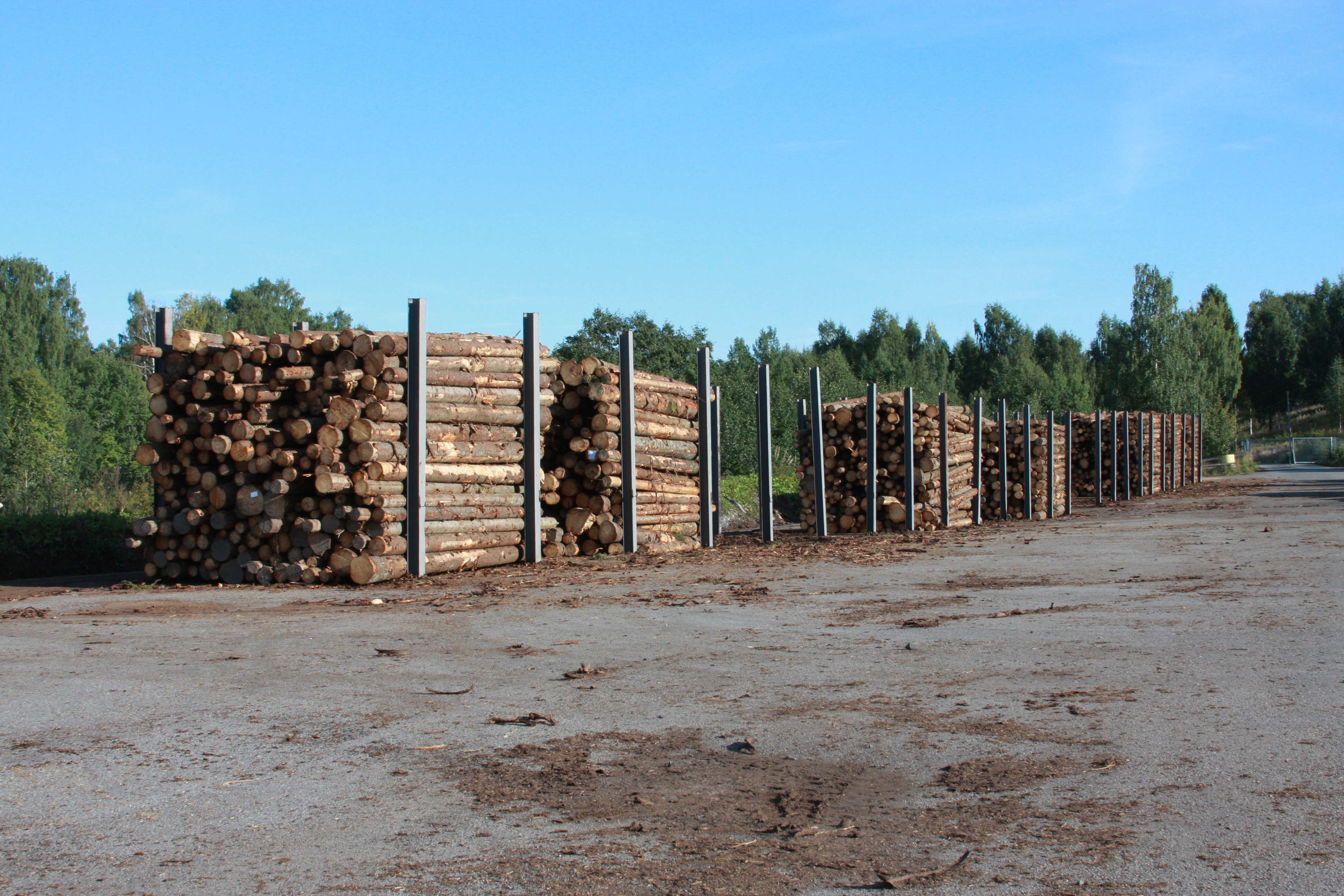
Заготовка деревини, поряд з Осло

Норвезька металургія володіє експортним потенціалом (8,9 % експорту — збагачені руди, феросплави і кольорові метали). Річний обсяг валової доданої вартості, галузі, становить близько 1 млрд дол. США. У секторі зайнято близько 8,1 тис. осіб, які працюють на 166 підприємствах. Країна входить в десятку найбільших світових виробників феросплавів та алюмінію. Норвегія виробляє 7 % світового титану.
В галузі чорної металургії Норвегія спеціалізується на виготовленні феросплавів. Отримані феросплави (близько 600 тис. тонн) надходять в Голландію, Велику Британію, Німеччину, Фінляндію та США. Чорна металургія в Норвегії представлена компанією «Fesil» і «Elkem» (належить китайському концерну «China National BlueStar»).
У кольоровій металургії провідною галуззю виступає алюмінієва промисловість, базується на переробці імпортних бокситів і алюмінієвих концентратів. Найбільшими компаніями є: Norsk Hydro ASA (один з найбільших виробників алюмінію в світі) і Alcoa Norway.
Традиційні галузі промисловості — рибальство, сільське господарство, лісова і целюлозно-паперова промисловість. Ще з часів середньовіччя Норвегія славиться своїм рибним промислом. Експортується риба як виловлена в морі, так і вирощена в численних рибних фермах. Норвезький лосось з таких штучно перекритих водойм зараз дуже відомий на світовому ринку. Близько 90 % рибопродукції Норвегії експортується. Вилов риби перевищує 500 кг на кожного норвежця. Сільське господарство країни значною мірою задовольняє потреби населення у харчах, хоча лише 3,5 % земельних площ Норвегії придатні для обробки. Основою норвезького сільського господарства є тваринництво, яке повністю покриває потреби населення країни у м'ясі, молоці і молочних продуктах. Внаслідок кліматичних особливостей виробництво зернових лише на 40 % забезпечує потреби внутрішнього ринку. Попри складні умови північної країни вирощується значна частина овочів і фруктів. Ліс дає важливу експортну сировину у вигляді деревини, паперу, картону, целюлози, будівельного матеріалу і меблів.

### Деревообробна промисловість
В Норвегії існує потужна деревообробна промисловість, її частка у вартості промислових товарів становить 5,5 % та близько 21,6 тис. зайнятих осіб. Представлена здебільшого малими сімейними підприємства.
До провідних компаній належать:
- Moelven, що виготовляє вироби з клеєного брусу, дерев'яні конструкцій, модульні системи тощо.
- Peterson(M. Peterson & Søn) — целюлозно-паперова корпорація, заснована у 1801 (1,595 працівників).
- Norske Skog Saugbrug — целюлозно-паперовий комбінат з кількістю 580 працівників (2014.). Виробництво журнального паперу. Заснований у 1859 р.[7]

У складі галузі найбільше значення має целюлозно-паперове виробництво, на поч. XXI ст. спрямоване на розширення випуску високоякісних і спеціальних сортів паперу: газетного, журнального і пакувального паперу, картону, облицювальних панелей, паркету та багато іншого.

### Хімічна промисловість

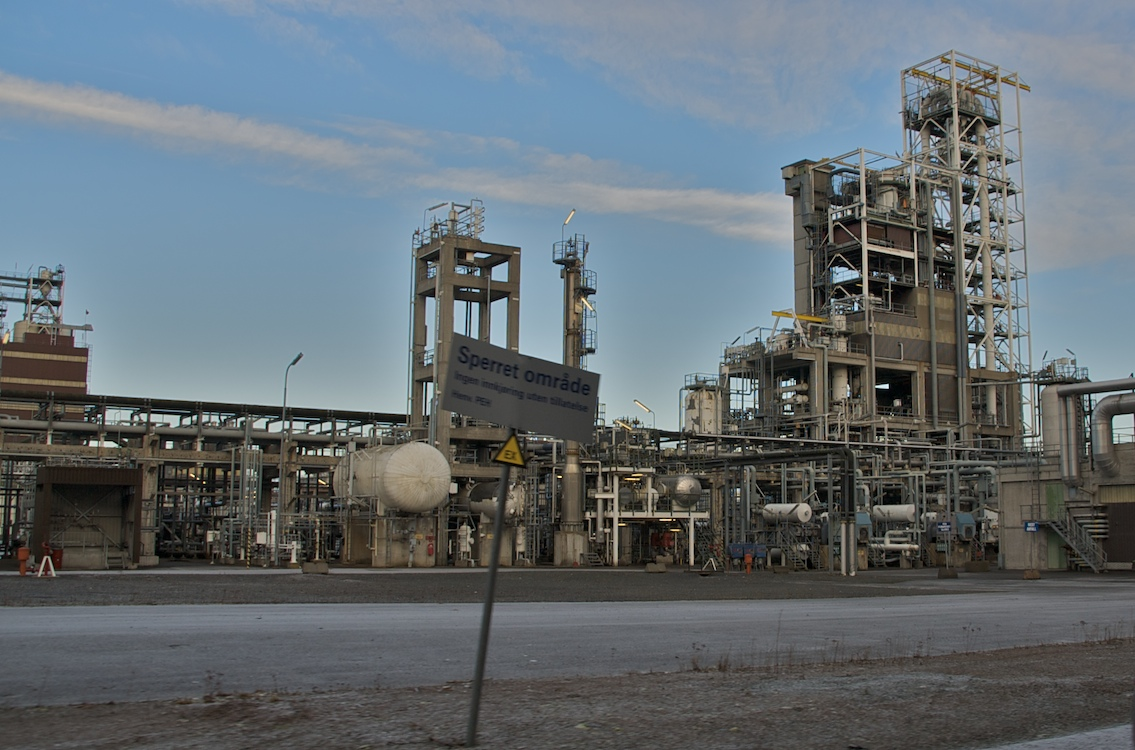
Нафтохімічний завод у Норвегії

Володіє значними потужностями з виробництва широкої гами хімічних і нафтохімічних продуктів. Це дозволяє їй експортувати азотні добрива, вибухові речовини промислового призначення, альгінати, фарби, лаки, у виробництві яких країна займає провідні позиції не тільки в Європі, але й у світі. Найбільші компанії цієї галузі промисловості — «Ношк Гідро», «Діно Індустрієр», «Ютун». Концерн «Нікомед» спеціалізується на розробці і випуску контрастних речовин для рентгенодіагностики. Yara International — один з найбільших в світі постачальників мінеральних добрив.

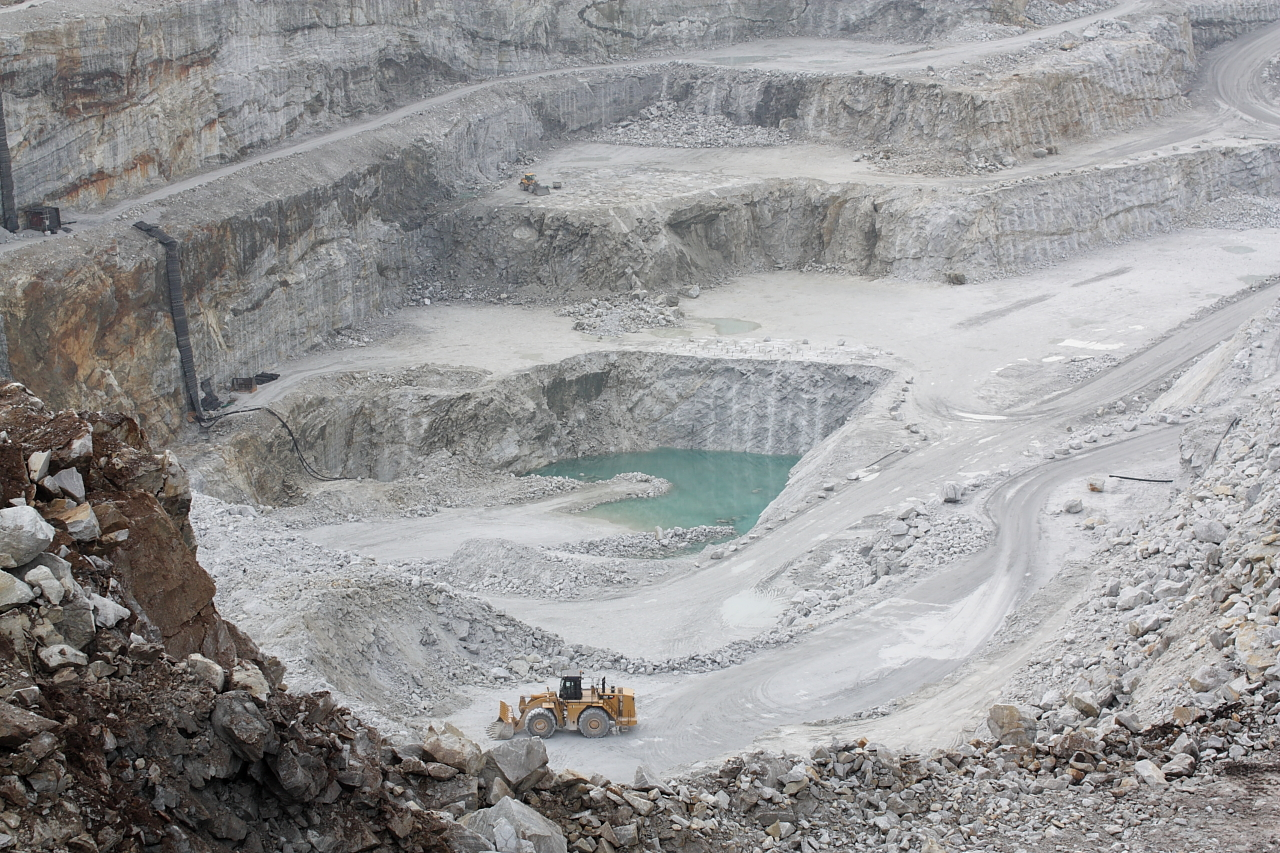
Вапняковий кар'єр у Аксельбергет, Бренн, Норвегія

Основною продукцією гірничодобувної промисловості є руди чорних і кольорових металів, а також нерудні копалини — вапняк, кварц, нефелін, олівін.

### Машинобудування
Машинобудування — молода галузь промисловості Норвегії. У післявоєнні роки за участю іноземного капіталу в Норвегії створено великі суднобудівні заводи, заводи з виробництва морських нафтобурових платформ, гідравлічних турбін, промислового і побутового електротехнічного і електронного обладнання. До найважливіших галузей норвезького машинобудування належить виробництво обладнання для освоєння шельфу, суднобудування тощо. В галузі зайнято 94,2 тис. осіб.
Підприємства електротехнічної та електронної промисловості випускають дизельні двигуни, гідроагрегати, газотурбінні установки, насоси, компресори, трансмісійні вали, сортувальні машини, промислові системи кондиціонування, холодильні установки, генератори, трансформатори та інше. Один з провідних виробників — компанія Alstom Norway. Для потреб рибних ферм виробляються обладнання для навантаження риби, палубні моторні лебідки, охолоджуючі та морозильні камери.
Концерн Kvaerner (заснований в Осло 1853 р.) вважається найбільшим машинобудівним об'єднанням, яке спеціалізується на будівництві кораблів та виготовлення різного промислового устаткування.

### Автомобілебудування
Автомобілебудування представлено випуском окремих вузлів і агрегатів, елементів салону (сидінь, приладових панелей тощо). Компанія Kongsberg Automotive — одна з провідних, продукція її 4 заводів поставляється найбільшим європейським, американським та японським автовиробникам.

### Легка промисловість

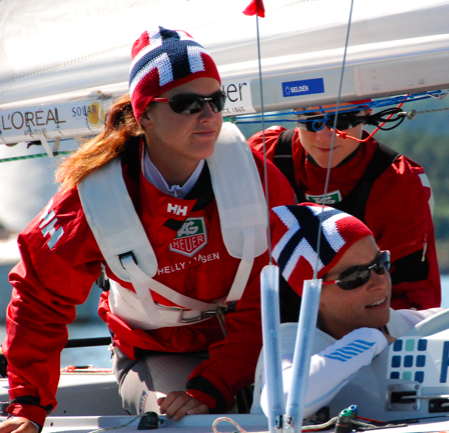
Вітрильна команда «Helly Hansen»

В цій галузі задіяно близько 5,6 тис. осіб. Провідною галуззю легкої промисловості є текстильна, орієнтована переважно на внутрішніх споживачів. Частина продукції затребувана на світовому ринку, в тому числі спецодяг для роботи в складних кліматичних умовах, спортивний одяг і термобілизна (виробник — Helly Hansen), термоодяг для дітей (Tillson), особливо м'який дитячий текстиль (Stokke AS), високоякісні вовняні вироби з традиційним орнаментом. Основні центри потужностей знаходяться в Осло, Бергені.
У секторі виробництва харчових продуктів для внутрішнього ринку діють великі об'єднання, кооперативи, які вирішують в тому числі проблеми фінансування, забезпечення сировиною, закупівлі обладнання, переробки, реалізації кінцевої продукції. Серед провідних:
- Nortura — в його складі Gilde" (вироби, свинини, яловичини) і Prior (вироби, м'яса птиці і яєць)
- TINE — молоко і молочні продукти, включає «Diplom-Is» — морозиво
- Norsvin — свинарство, вироби, свинини, продуктів з неї
- HOFF Norske Potetindustrier" — (продукція з картоплі)
- Honningcentralen — імпорт меду, його упаковка; випуск продуктів, що містять мед
- Gartnerhallen — переробка фруктів, ягід і овочів.

### Харчова промисловість
Харчова промисловість складає 19,1% вартості всієї промислової продукції, в ній 49,6 тис. зайнятих осіб. Спеціалізується на переробці риби. В галузі представлені великі міжнародні виробники: Aker Seafoods ASA— має 8 заводів в країні, а також Seafood AS, Atlantic Seafood AS, West Products AS, Ottofish A/S, а також й дрібні приватні фірми. Підприємства галузі розосереджені переважно вздовж західного узбережжя країни.

### Електроенергетика

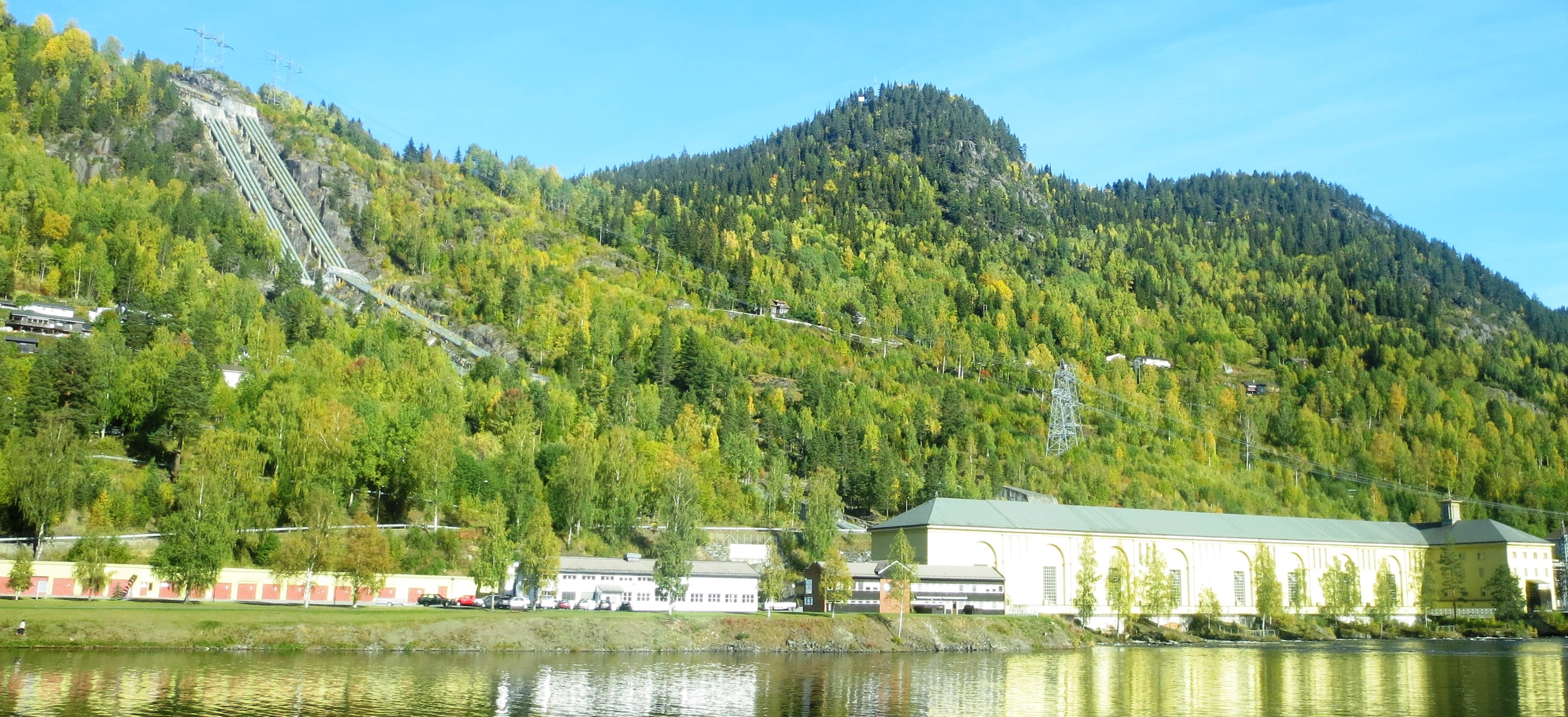
Гідроелектростанція. Норвегія

По виробленню електроенергії на душу населення Норвегія займає перше місце в світі. 2016 року в країні було вироблено близько 144,5 ТВт*год електричної енергії, з яких 95,8 % на гідроелектростанціях.
Регуляторами ринку генерації і розподілу електроенергії є компанії зі 100-% державною участю Статкрафт і Статнет. Державна компанія «Статкрафт» є найбільшим в Європі виробником електроенергії з поновлюваних джерел. Крім зазначених вище державних компаній електроенергетичний сектор включає близько 280 генеруючих, мережевих і консалтингових компаній, які об'єднані в національну асоціацію «Енергі Норге».
На норвезькому ринку розподілу електроенергії працюють близько 140-ка мережевих компаній, 80 % сукупного капіталу, яких належить муніципалітетам, губерніям і державі.
Баланс електроенергетичного ринку Норвегії підтримується за рахунок її участі в скандинавській біржі електроенергії Nord Pool. Для обміну електроенергією з учасниками цієї біржі та іншими країнами членами Євросоюзу, Норвегія має лінії електропередач, що зв'язують її з Данією, Швецією, Нідерландами та Фінляндією. Тепер[коли?] Норвегією також реалізується два проєкти прокладки транскордонних кабелів електропередачі, провідні по дну моря в Німеччину і Велику Британію. З норвезької сторони учасником є компанія «Статнетт».

### Суднобудування і судноремонт
Суднобудування є однією із найстаріших галузей промисловості в Норвегії. Продукція норвезької суднобудівної промисловості відповідає найвищим вимогам якості і має широке визнання в усьому світі. Налічується понад 50 корабельних заводів, які розташовані вздовж західного узбережжя країни, що спеціалізуються переважно на будівництві кораблів для обслуговування морського нафтогазовидобування, а також риболовних суден і пасажирських поромів.
Щорічно на норвезьких підприємствах будується близько 75—100 кораблів. Майже всі норвезькі корабельні належать до малих і середніх підприємств зі штатом 15—150 осіб. Щорічний дохід галузі становить близько 14 млрд дол. США, з яких близько 13 % приходиться на експорт.
Провідні кораблебудівні компанії Норвегії:
- STX Norway Offshore— виробництво і обслуговування круїзних поромів, кораблебудування
- Ulstein Group— розробка, конструювання та комплексне обслуговування суден, консалтингові послуги
- Kleven Verft— обслуговування танкерів, виробництво риболовецьких суден, невеликих пасажирських поромів, судноремонт
- Simek виробництво і обслуговування цивільних та військових кораблів
- "Brø drene Hukkelberg— виробництво швидкохідних катамаранів, малих спеціалізованих кораблів)
- Fiskerstrand Verft— судноремонт.[11]

Особливими рисами норвезького суднобудування є його висока спеціалізація та застосування сучасних технологій. Основною спеціалізованою навчально-науковою установою норвезької суднобудівної галузі є Університетський коледж м. Олесунн (факультет морських технологій і операцій).

### Оборонна промисловість

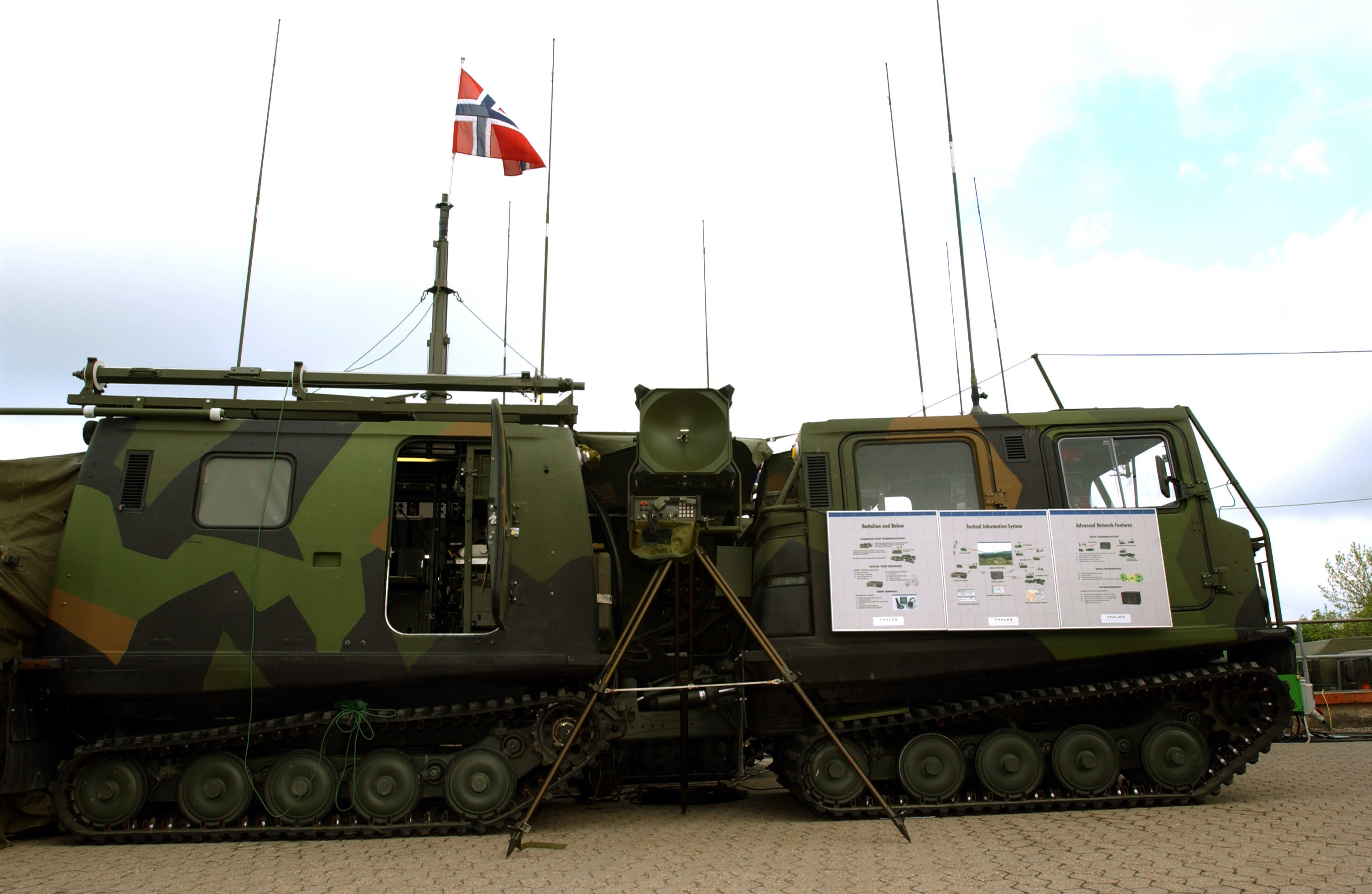
Повноцінний мобільний командний пункт. BV-206D.

Оборонна промисловість Норвегії високорозвинена та диверсифікована. Серед продукції військового призначення (велика частина експортується) — протикорабельні ракетні комплекси, боєприпаси (гранати, міни, снаряди). Координатором в оборонно-промисловій галузі виступає Норвезька асоціація оборонної та промислової безпеки (FSi). Найбільшими постачальниками продукції оборонного комплексу Норвегії є:
- Norsk Forsvarsteknologi
- Kongsberg Vapenfabrik
- Norwegian Kongsberg
- Kongsberg Gruppen— одна з найпотужніших виробників високотехнологічної зброї у світі
- Nammo— норвезько-фінляндська компанія, що спеціалізується на боєприпасах, реактивних двигунах та космічному устаткуванні.

12 червня 2012р. Норвегія та компанія Lockheed Martin підписали $10-ти мільярдний контракт на закупку 52 F-35A.

### Фармацевтична промисловість
З поч. XXI ст. інтенсивно розвивається на базі досягнень норвезької науки і біотехнологій; більшість підприємств є середніми і дрібними. До числа провідних компаній належать:
- Weifa — виробляє широкий асортимент лікарських засобів;
- Nycomed — препарати, що застосовуються в гастроентерології, кардіології, неврології, хірургії;
- Alpharma — активні фармацевтичні препарати та інгредієнти для використання в ветеринарії;
- Pronova BioPharma — розробка та випуск препаратів на основі риб'ячого жиру;
- У секторі біотехнологій виділяється компанія GE Healthcare AS (Осло);
- PCI Biotech — біофармацевтична норвезька компанія;[13]
- Clavis Pharma — проводить досліди з використанням протипухлинних лікарських засобів[13]

Сумарний річний оборот норвезьких аптек в 2010 р. склав близько 4 млрд дол. США. За допомогою впровадження урядом Норвегії референтної системи ціноутворення на лікарські засоби в країні вдалося стабілізувати рівень цін на них для населення.

### Наукоємні галузі промисловості

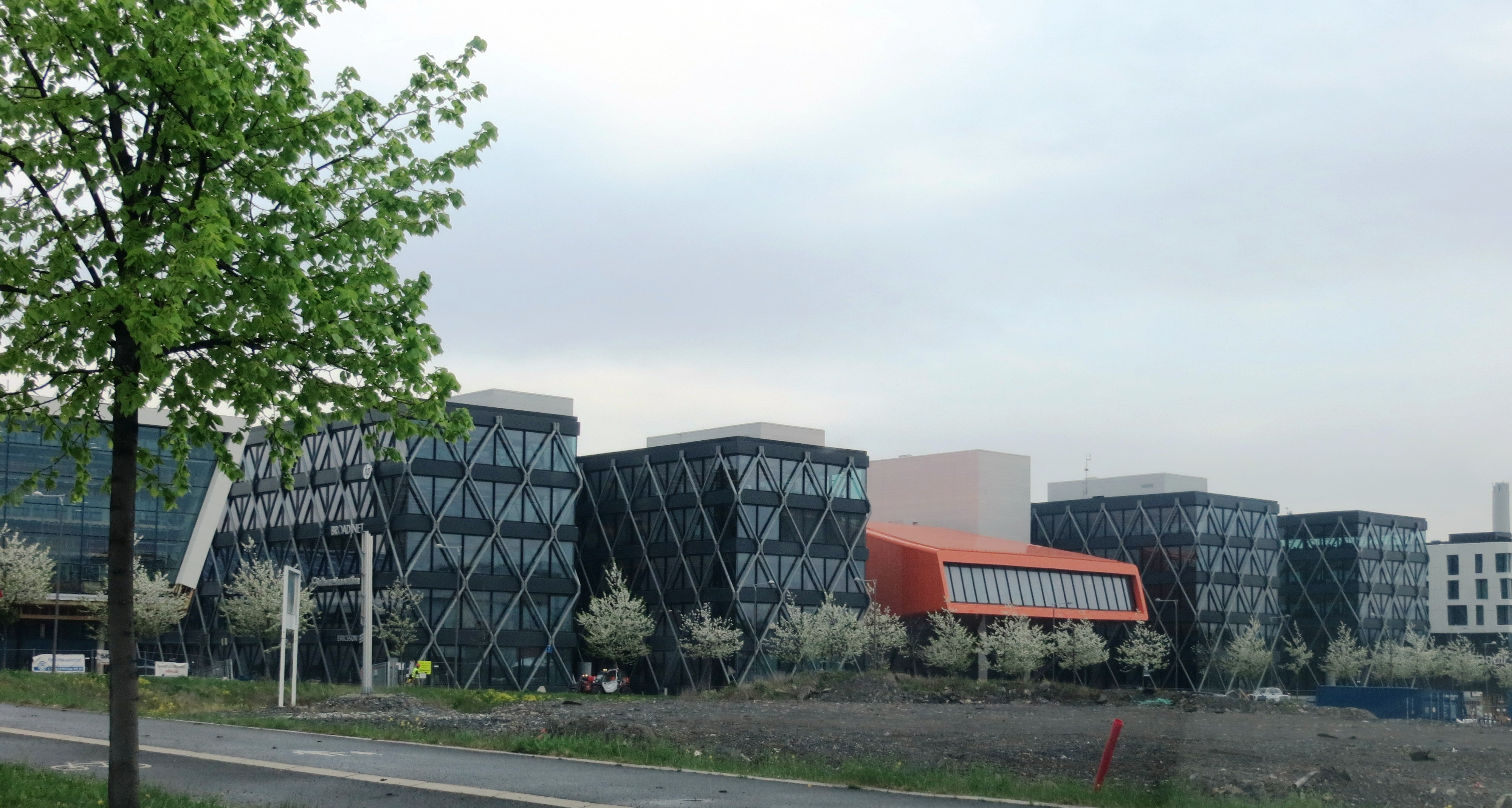
ІТ Fornebu — високотехнологічний кластер, який знаходиться недалеко від Осло, Норвегія.

З поч. XXI ст. в Норвегії дуже активно розвиваються виробництва інформаційно-комунікаційних обладнань, це: новітні супутникові комунікаційні та навігаційні системи, системи мережевого і дистанційного керування, високоточних вимірювальних приладів. Район Осло-фьорда відрізняється високою концентрацією високотехнологічних наукоємних виробництв. У країні є 12 науково-виробничих кластерів.
Галузь представлена компаніями:
- Sensonor — один з провідних норвезьких розробників і виробників мікроелектромеханічних систем і датчиків, гіроскопів, елементів для приладів нічного бачення тощо;
- Eltek — розробляє, виробляє і продає джерела електроживлення (2400 працівників).
- Prediktor A — розробка програмного забезпечення.
- STIFTELSEN SINTEF — розробка програмного забезпечення та дослідження в широкому діапазоні секторів економіки.
- Tellu AS — розробка програмного забезпечення інфраструктури.
- Innocode — норвезько-українська ІТ компанія, яка спеціалізується на створенні рішень для телеканалів, газет та медіа продуктів на ринку Норвегії.[15]
- Gelato — іноваційні поліграфічні послуги[16]
- Visma — норвезька компанія, надає програмне забезпечення для бізнесу.[17]
- Evry — надає послуги з розробки програмного забезпечення, інформаційної безпеки та IT-операцій.[18] Володіє дочірньою IT-компанією з офісом в Україні Infopulse Ukraine.
- Tandberg Data — норвезька компанія, виробник обладнання для зберігання і резервного копіювання інформації.[19].

### Сфера послуг
Загальна кількість підприємств перевищує 400 тис. Кількість зайнятих близько 630 тис. осіб (2009). Провідні позиції займають наступні сектори: адміністративне управління, соціальні послуги (включаючи охорону здоров'я та освіту), гуртова та роздрібна торгівля, ділові та професійні послуги, туристичий бізнес, фінансова діяльність, будівельна індустрія.

### Туристичний бізнес
Норвезька туристична галузь відповідно до даних Центрального статистичного бюро Норвегії за 2016 р. охоплює 11 256 підприємств, на яких працює 96 375 осіб, і включає два основні сектори:
- надання місць ночівель (готелі, кемпінги, заміські туристичних будиночки, гостьові апартаменти та хостели), 2 872 компанії, 29 665 робочих місць;
- громадське харчування (ресторани, кафе, придорожні кіоски тощо), 8 384 компанії, 66 710 робочих місць.

Крім того, безпосередньо пов'язані з туризмом ряд інших секторів, в тому числі об'єднують підприємства з суміжних галузей:
- організація дозвілля (музеї, театри, парки розваг, історичні будівлі і місця, лижні бази, бази аматорського рибальства і т. д.), 15 000 робочих місць;
- посередницькі послуги (туристичні агентства і оператори, агентства з бронювання заміських будиночків, індивідуальні гіди, екскурсоводи, організатори турів і т. д.), 5 000 робочих місць;
- пасажирські перевезення, близько 42 000 чоловік.[1]

Станом на поч. 2015 року туристична інфраструктура Норвегії включала:
- 1 145 готелів (близько 80 000 номерів на 177 624 місць), в тому числі 3 п'ятизіркових, 167 чотиризіркових, 299 тризіркових готелів.
- 72 хостела;
- 9 гірськолижних курорти;
- 3 курорти на мінеральних водах;
- близько 1 500 кемпінгів і селищ із заміськими будиночками.[1]

Найбільшими готельними мережами в країні є:
- Nordic Choice Hotels — 180 готелів в Норвегії та Швеції (більше 13 000 працівників)[20]
- Scandic Hotels — шведська готельна мережа[21]
- Thon Hotels — третя за величиною готельна мережа Норвегії.
- Radisson Hotel Group — світова мережа готелів.

Серед провідних туристичних операторів, що працюють в Норвегії: Trafalgar, G Adventures, Bergen Segway, Topdeck.
Крім підприємств, які безпосередньо займаються наданням послуг туристам, галузь включає близько 250 туристичних центрів, які займаються маркетингом туристичних напрямків (районів) в окремих районах та регіонах. Туристичні центри є акціонерними товариствами, в склад власників або співзасновників можуть входити місцеві компанії, що працюють в сфері туризму, а також адміністрації муніципалітетів та муніципальні підприємства.
Щороку Рада з туризму Норвегії вибирає основну країну або регіон для просування норвезьких туристичних продуктів з використанням сучасних рекламних технологій. 2015 року рекламна кампанія проводилася в Голландії.
Туристичний бізнес в Норвегії в 2015 році забезпечила близько 5 % ВВП країни при зайнятості в галузі 140 000 чоловік, що працюють в 14 102
тис. компаніях, пов'язаних з галуззю (готелі, заміські селища, парки тощо). Щорічний дохід від туристичної діяльності та супутніх послуг становить близько 17 млрд доларів США.
Норвегію в 2015 році найбільш активно відвідували громадяни Німеччини, Швеції, Великої Британії, Данії та Голландії.

### Фінанси
Сектор фінансових послуг налічує близько 3 тис. підприємств, в тому числі 150 державних і приватних комерційних банків. Функції центрального банку країни виконує Norges Bank. Серед інших великих банків — DNB, SpareBank 1 SR-Bank, Nordea Bank Norge. Функціонує близько 250 страхових компаній, близько 90 кредитно-іпотечних організацій, 400 інвестиційних фондів.

### Азартні ігри
Азартні ігри в Норвегії здебільшого є незаконними. Компанії Norsk Tipping та Norsk Rikstoto — єдині в країні, яким дозволено проводити такі ігри. Norsk Tipping пропонує лотереї, ставки на спорт, Keno та кілька інших. Norsk Tipping — це повністю державна компанія, що перебуває під юрисдикцією Міністерства культури та церковних справ, вона визначає, в який час доби можна грати та скільки грошей можна ставити. Для участі в азартних іграх, гравці мають бути старшими за 18 років. Norsk Rikstoto також є державною компанією, це єдина компанія країни, що має право прийому ставок на кінні перегони.

## Транспорт

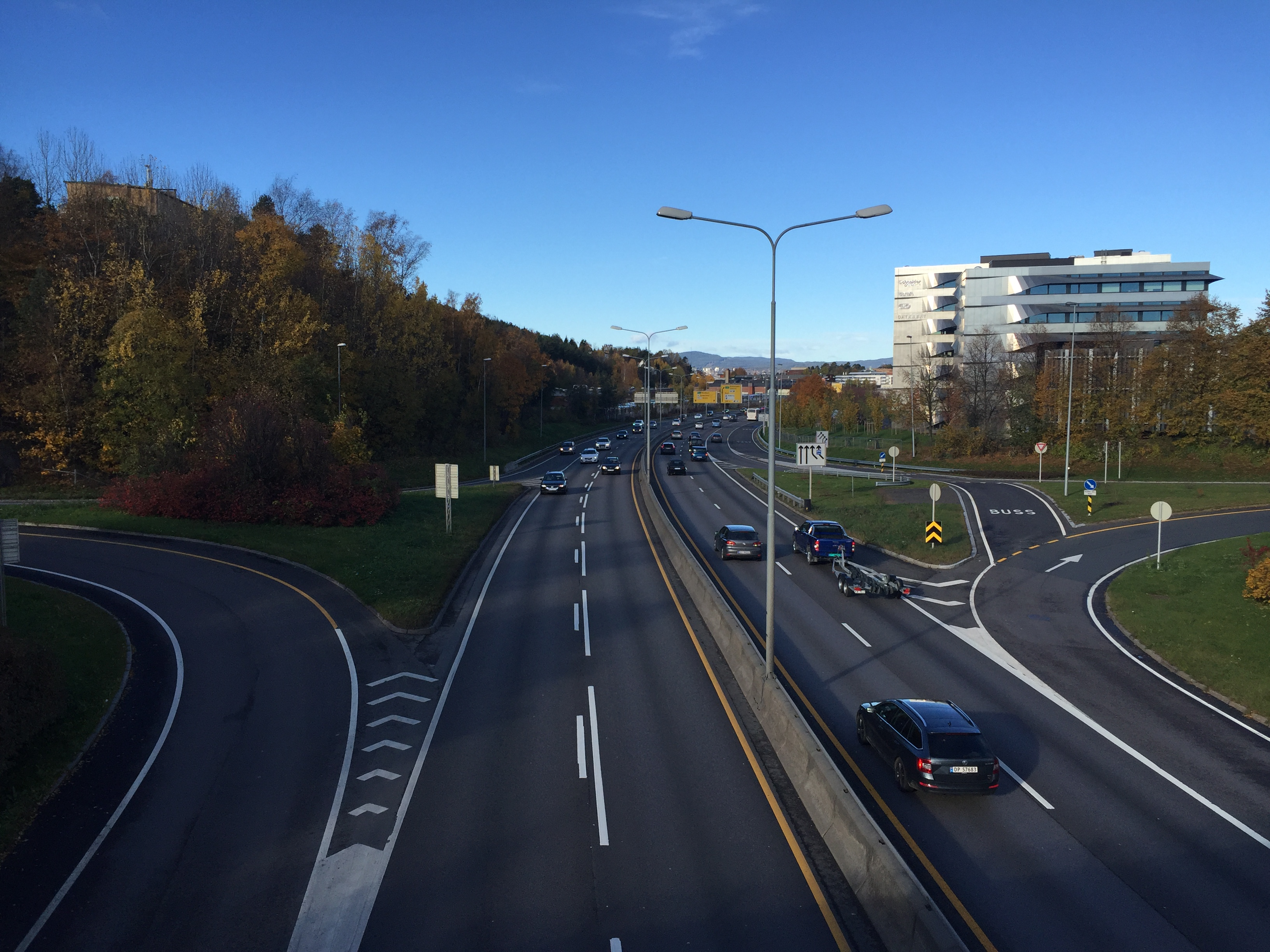
Швидкісне шосе E6 на околиці Осло

У секторі виробляється близько 3 % ВВП і зайнято близько 7 % працюючих (2011; без врахування трубопровідного транспорту). За підсумками 2016 року в галузі було зайнято 157 тисяч осіб. Сукупні брутто-інвестиції в галузь транспорту в 2016 р. становили 2,1 млрд дол. США.
Розвинуті всі види сучасного транспорту: автомобільний, морський, залізничний, внутрішній водний, повітряний і трубопровідний. Між островами і материковою частиною країни розвинене поромне сполучення.
Новим Національним транспортним планом (на період 2018 — 2029 рр.) передбачені наступні обсяги середньорічного фінансування (в цінах 2017 р.): з державного бюджету — 77,7 млрд норв. крон (близько 9,3 млрд дол. США), з інших джерел — 10,9 млрд норв. крон (приблизно 1,3 млрд дол. США).
З 2016 році бюджетні асигнування по лінії Міністерства транспорту і зв'язку Норвегії склали 60,2 млрд норв. крон (7,2 млрд дол. США), що на 8,8 % вище показника бюджету 2015 р. З цієї суми 1,1 млрд норв. крон (0,1 млрд дол. США) виділено на фінансування робіт по обслуговуванні і модернізації транспортної інфраструктури.
Автомобільний транспорт відіграє головну роль у внутрішніх перевезеннях, на нього припадає бл. 75 % вантажів, 93 % пасажирів. Загальна довжина автошляхів у Норвегії, станом на 2014 рік, дорівнює 94 055 км із твердим покриттям. Найбільшими автотранспортними компаніями Норвегії є:
- Nor-Way Bussekspress — найбільша транспортна компанія Норвегії
- Nobina — 7603 (2014)[25]
- Nettbuss — 5000 працівників (2006)
- Tide (transportation company) — 3000 (2007)
- Torghatten ASA — 1800 чоловік зайнято (2007)
- Sporveien — 3877 (2012)
- Boreal Norge — 2700 (2014)

Електричні та гібридні автомобілі складають більше половини всіх нових автомобілів, які були продані в Норвегії в 2017 році. Норвегія на сьогоднішній день є світовим лідером в електрифікації автомобільного транспорту. Країна, поставила мету продавати з 2025 року тільки нові автомобілі з нульовими викидами.

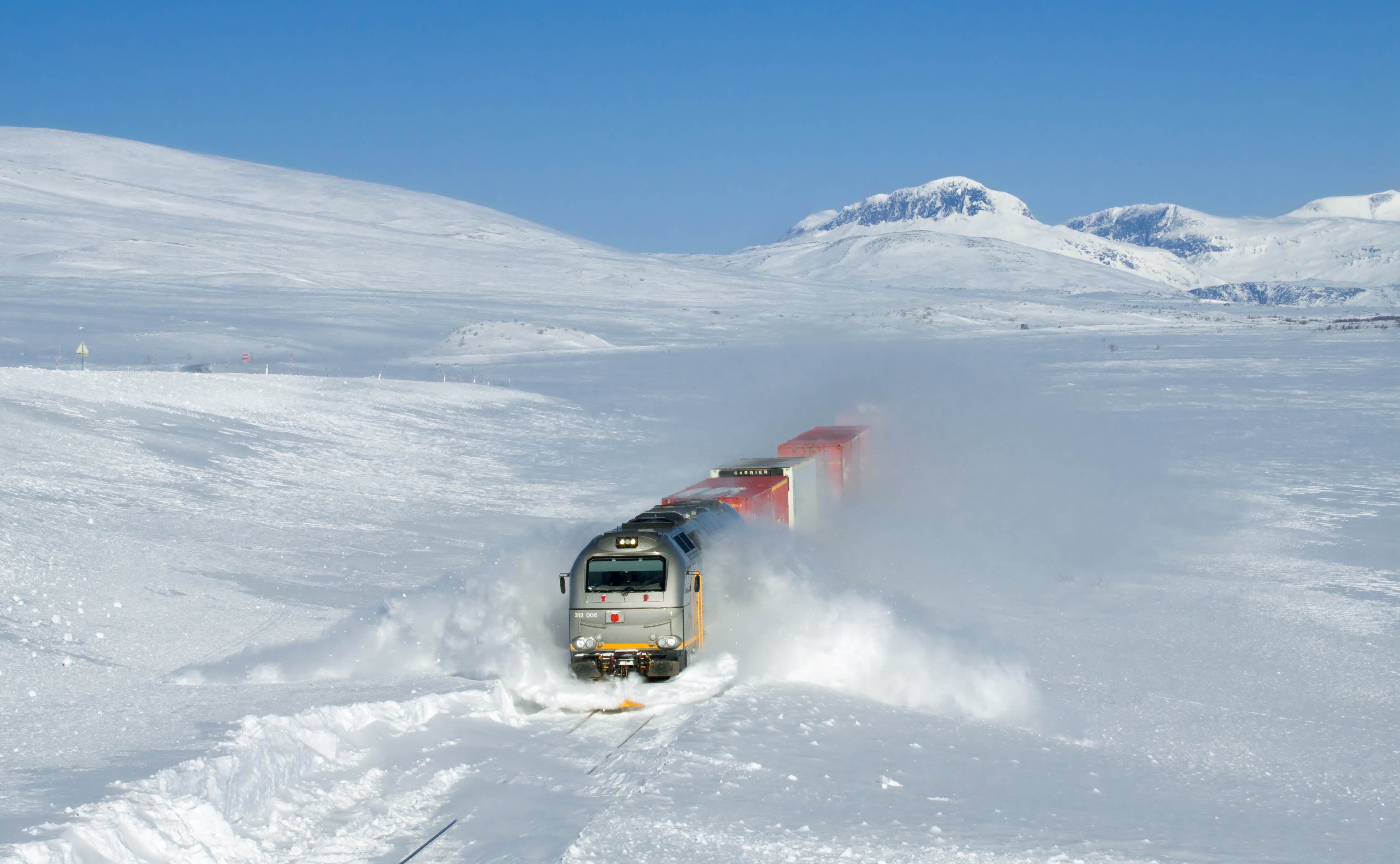
Поїзд CargoNet розсікає снігові замети на швидкості 100 км/год

Залізнодорожним транспортом здійснюється бл. 1,5 % вантажних і бл. 3 % пасажирських перевезень. Більша частина залізниці належить державі і знаходиться під керівництвом Управління залізницями Норвегії (норв. Jernbaneverket). Основна частина вантажоперевезень здійснюється державною компанією Norges Statsbaner.

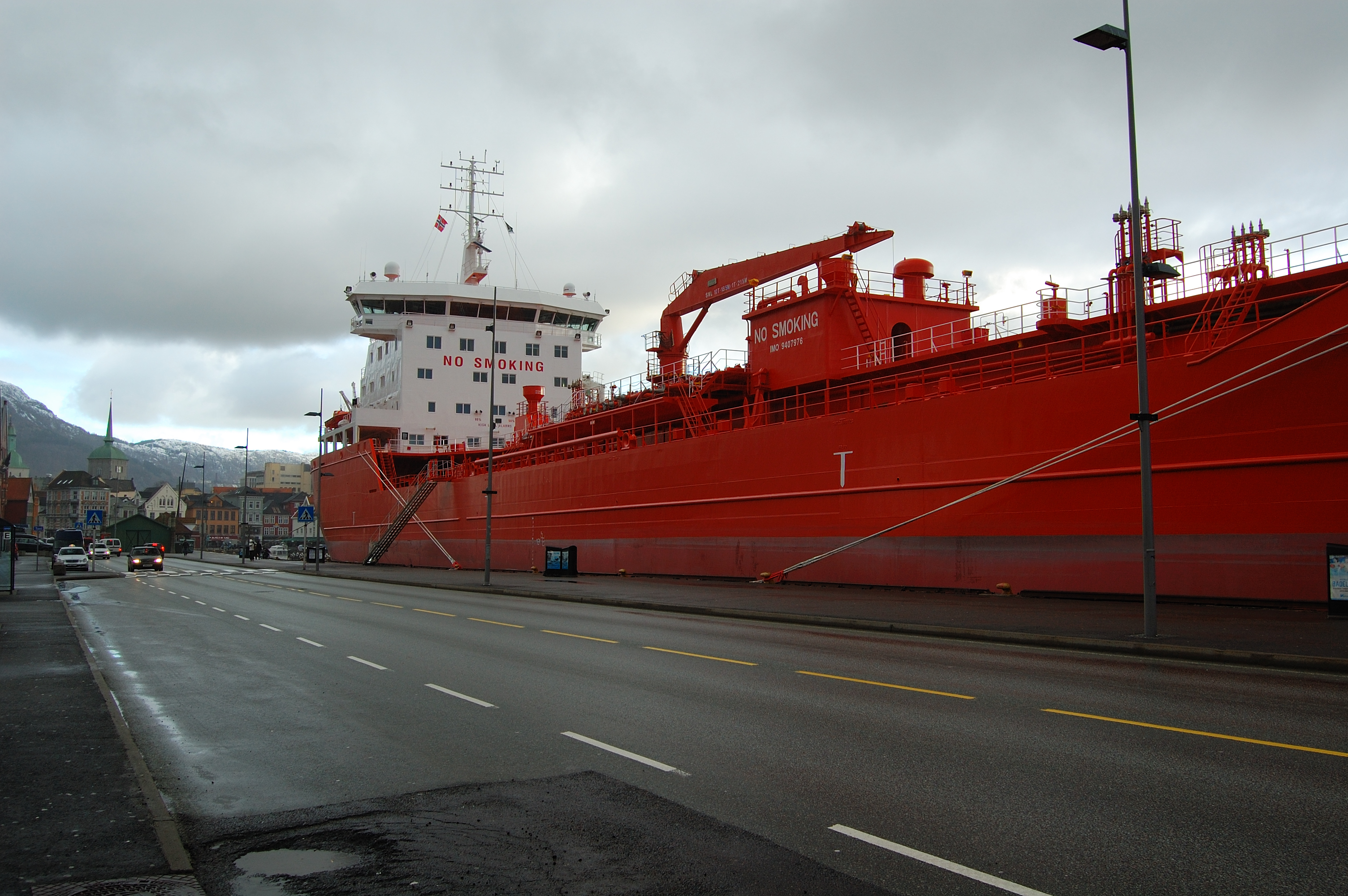
Нафтовий танкер «Стен Фрігг» пришвартований в Брюггені

Традиційно істотна роль внутрішнього водного транспорту, який забезпечує близько 22 % вантажних (бл. 40 млн т в рік) і 2 % пасажирських (більше 6 млн осіб на рік) перевезень всередині країни.
Морський транспорт здійснює переважну частину зовнішньоторговельних вантажоперевезень. Морський торговий флот Норвегії — найбільший в країнах Скандинавії, налічує бл. 2 тис. кораблів. Всього в портах країни в 2016 оброблено 180 млн т вантажів
Найбільші порти: Осло, Берґен, Буде, Нарвік, Олесунн, Шієн, Тенсберг, Геугесунн, Мосс, Арендал, Гортен, Гарстад.

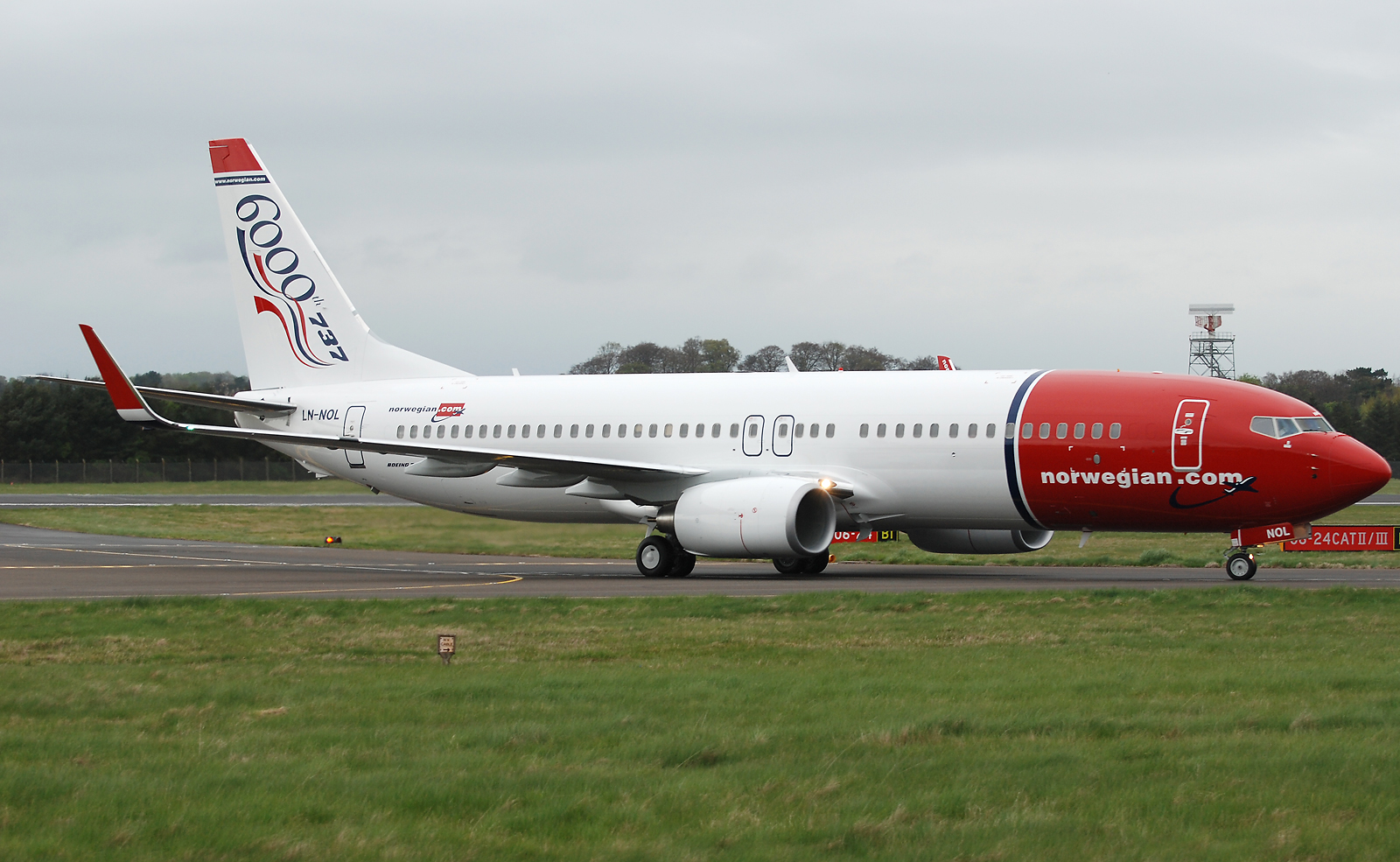
Norwegian Air Shuttle — норвезька недорога авіакомпанія

Авіатранспорт переважає в міжнародних перевезеннях (пасажирооборот 32,3 млн осіб в 2017); його частка у внутр. перевезеннях менше 1 %.
Регулярні рейси здійснюють 52 аеропорти. Найбільші міжнародні аеропорти: Гардермуен (Осло), Флесланн (Берген), Сула (Ставангер), Вернес (Тронхейм).
Провідні авіакомпанії:
- Scandinavian Airlines Norge
- Norwegian Air Shuttle
- Widerøe's Flyveselskap[28]

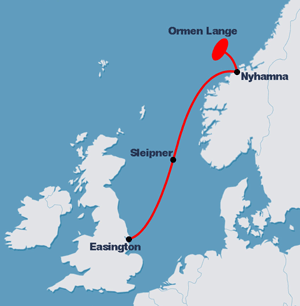
Газопровід Лангелад

Розгалужена мережа трубопроводів з'єднує морські нафтогазові платформи з береговими терміналами в самій Норвегії та з країнами Західної Європи. Діють 8 магістральних нафтопроводів.

## Економічні райони

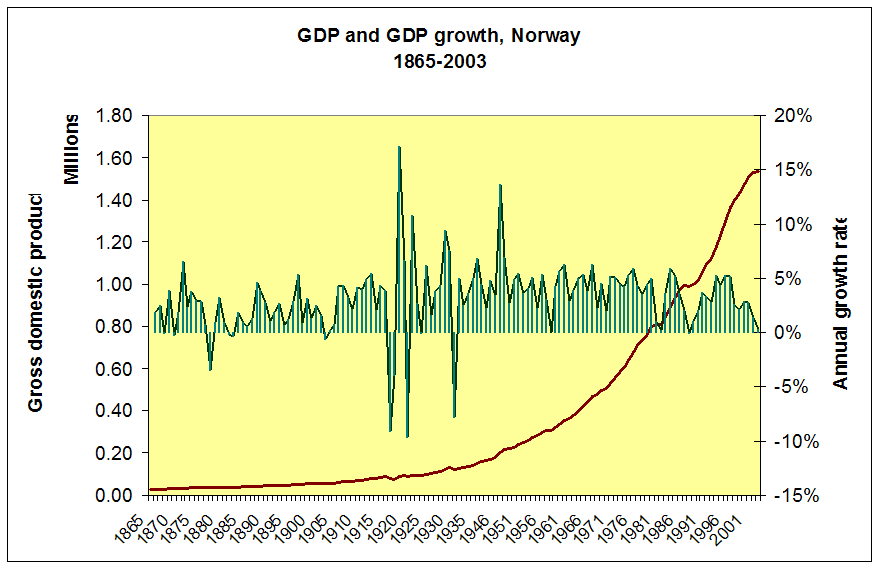
Динаміка ВВП

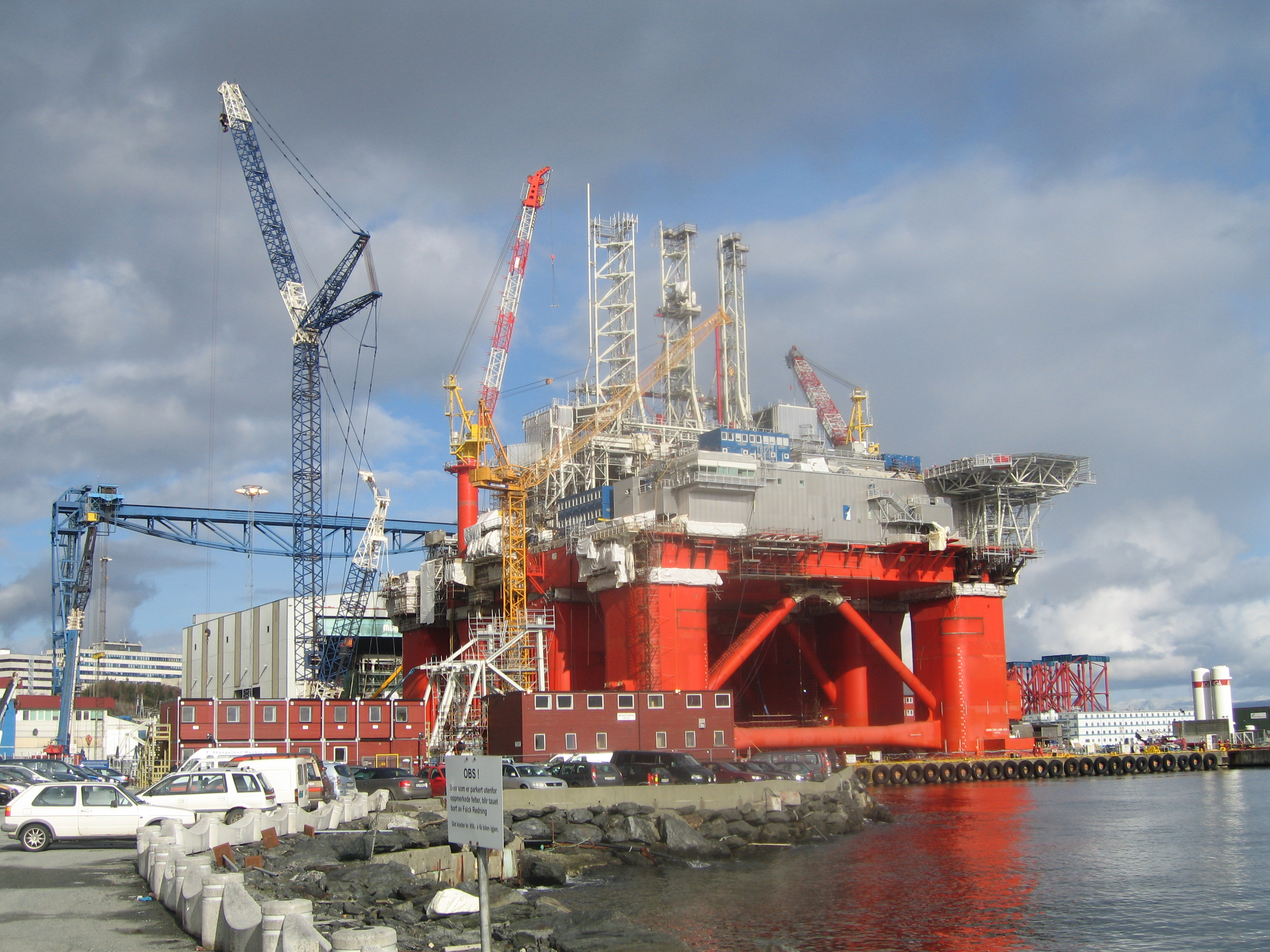
Норвегія — лідер видобування вуглеводнів

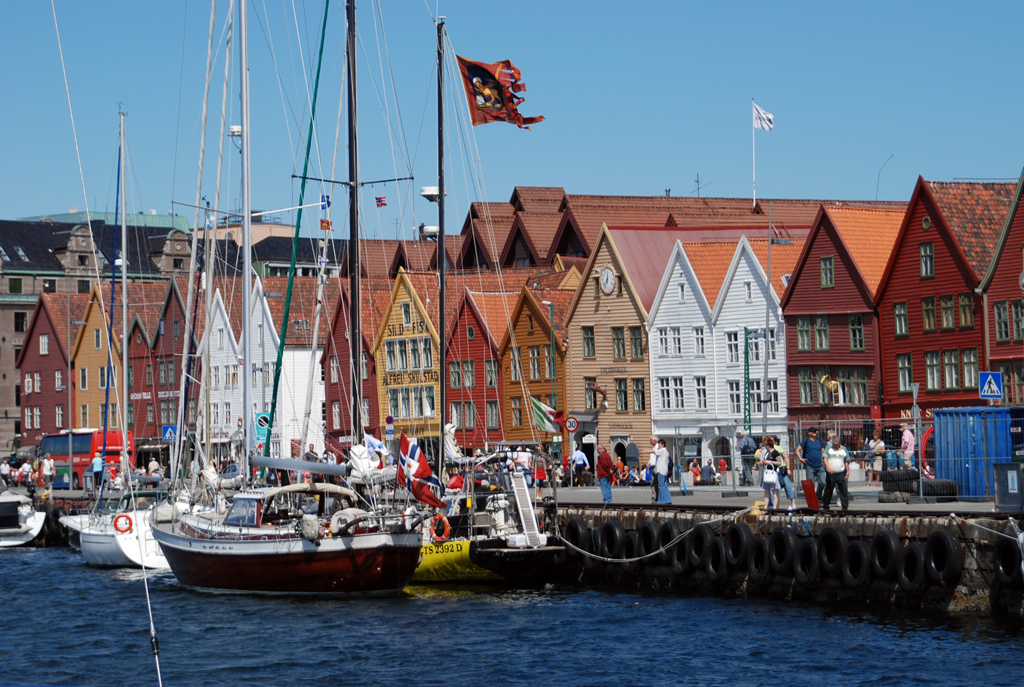
Брюґґен — місто, яке занесене ЮНЕСКО у список надбань людства

Див. також: Економічні райони Норвегії.
У Норвегії виділяють п'ять економічних районів:
- Східний (історична провінція Естланн),
- Південний (Серланн),
- Південно-Західний (Вестланн),
- Центральний (Треннелаг)
- Північний (Нур-Норге).

Східний район (Естланн) — це найбільш розвинута в економічному відношенні частина Норвегії. У місті Осло представлений широкий спектр промислових галузей, у тому числі металургія, машинобудування, борошномельна, поліграфічна, а також майже вся текстильна промисловість. Осло — центр суднобудування. На частку району Осло припадає близько 1/5 всіх зайнятих у промисловості країни. На північний схід від Осло знаходиться місто Сарпсборґ, другий за величиною промисловий центр країни. У Скагерраку розташовані підприємства лісопильної і целюлозно-паперової промисловості, які працюють на основі місцевої сировини. З цією метою використовуються лісові ресурси басейну р. Гломма. На західному березі Осло-фіорду, на південний захід від Осло, розташовані міста, промисловість яких пов'язана з морем і переробкою морепродуктів. Це центр суднобудування Тенсберґ і колишня база норвезького китобійного флоту Саннефіорд.
Південний район (Серланн) в економічному відношенні найменш розвинутий. Третина району вкрита лісами, колись тут був важливий центр торгівлі лісом. Наприкінці XIX ст. цю територію залишило багато населення. Сьогодні населення переважно зосереджене в ряді невеликих прибережних міст, які є популярними літніми курортами. Головні промислові підприємства — металургійні заводи в Крістіансунні, що випускають мідь і нікель.
У Південно-Західному районі (Вестланні) сконцентровано приблизно 25 % населення країни. Між Ставангером і Крістіансунном знаходяться 12 великих фіордів. Розвиток сільського господарства обмежений через гірський рельєф фіордів і скелястих островів. Хліборобство поширене в долинах річок і ділянках терас уздовж фіордів. У цих місцях в умовах морського клімату розташовані широкі пасовища, а в деяких приморських районах — плодові сади. Порти південно-західної Норвегії, зокрема Олесунн, є базами зимового промислу оселедця. По всій території району розташовані металургійні і хімічні заводи, які використовують багаті ресурси гідроенергії. Берген є головним центром обробної промисловості району. В цьому місті і сусідніх селищах знаходяться машинобудівні, борошномельні і текстильні підприємства. З 1970-х років Ставангер, Саннес і Сула є основними центрами, в яких підтримується інфраструктура видобутку нафти і газу на шельфі Північного моря, тут знаходяться нафтопереробні підприємства.
Четвертий за значенням з числа великих економічних районів Норвегії — Західно-Центральний (Треннелаг), який прилягає до Троннхеймс-фіорду, з центром у Тронхеймі. Відносно плоска поверхня і родючі ґрунти на морських глинах сприяли розвитку хліборобства, яке виявилося конкурентоспроможним з хліборобством району Осло-фіорду. Чверть території вкрита лісами. В цьому районі розробляються родовища корисних копалин, особливо мідних руд і піритів.
Північний район (Нур-Норге) розташований більшою частиною на північ від Північного полярного кола. У ньому немає великих запасів деревини і гідроенергії, як на півночі Швеції і Фінляндії, на шельфовій зоні знаходяться найбагатші у Північній півкулі рибні ресурси. Берегова лінія має велику довжину. Рибальство, найдавніше заняття населення на півночі, і досі дуже поширене, однак все більшого значення набуває гірничодобувна промисловість. За розвитком цієї галузі Північна Норвегія посідає провідне місце в країні. Розробляються залізорудні родовища. Видобуток залізних руд і робота на металургійному комбінаті в Му-і-Рані приваблюють у цей район переселенців з інших частин країни, однак кількість населення всього Північного району не перевищує кількості населення Осло.
Виробництво електроенергії. На частку ГЕС в 1994 р припадало 43 % всіх виробництва енергії, на частку нафти — також 43 %, на частку природного газу — 7 %, вугілля і деревини — 3 %.